# Щиголєво
Щиголєво (рос. Щиголево) — присілок Гагарінського району Смоленської області Росії. Входить до складу Серго-Івановського сільського поселення.
Населення — 13 осіб. 